# بهارآمد
بهارآمد (نام علمی: Eminium) نام یک سرده از تیره گل‌شیپوریان است.